# Aktueller Bericht
Aktueller Bericht (Eigenschreibweise teilweise aktueller bericht) ist die regionale Nachrichtensendung im Dritten Fernsehprogramm des Saarländischen Rundfunks (SR Fernsehen) für das Saarland.
Mit durchschnittlich bis zu 100.000 Zuschauern ist sie die meistgesehene Fernsehsendung des SR Fernsehens und eine der erfolgreichsten Regionalsendungen innerhalb der ARD. Der SR bezeichnet die Sendung als die Tagesthemen der Region.

## Geschichte
Am 1. Februar 1961 begann die erste regelmäßige regionale Informationssendung für das Saarland (19:30 bis 19:50 Uhr). Der Name „aktueller bericht“ ist erstmals 1964 für eine Sondersendung nachweisbar. Mit Jahresbeginn 1966 wurde er zu einer werktäglichen fünfminütigen Sendung, und ein Jahr später wurde er mit der bisherigen Hauptnachrichtensendung „Aktuelles von hüben und drüben“ zusammengelegt und auf 15 Minuten erweitert. 1993/94 wanderte er vom Ersten ins Dritte Programm.

## Sendezeiten
Die Sendung wird montags bis freitags ab 19:20 Uhr sowie samstags und sonntags ab 19:45 Uhr ausgestrahlt. Wiederholungen werden im Nacht- und im Morgenprogramm sowie im Nachtprogramm von Tagesschau24 gesendet.

## Konzept
Die Sendung berichtet täglich ausführlich über Nachrichten und Neuigkeiten aus dem ganzen Saarland und der Region Saar-Lor-Lux-Westpfalz. Neben reinen Informationsbeiträgen enthält sie auch Interviews, Ratgeberanteile und Kulturbeiträge. Dem Sport in der Region gehört der letzte Teil der Sendung, meist etwa 5 Minuten – vor dem Saarland-Wetter, das am Ende der Sendung gesendet wird. Bei wichtigen Veranstaltungen und Ereignissen berichten Reporter im Rahmen von Live-Schaltungen.
Produziert wird die Sendung im SR-Sendezentrum auf dem Saarbrücker Halberg, in der Regel aus dem virtuellen Studio.

### Aktuelle Moderatoren
| Moderator      | Einstieg |                  |
| Sonja Marx     | 2010     | Hauptmoderatorin |
| Joachim Weyand |          | Hauptmoderator   |
| Julia Lehmann  |          | Hauptmoderatorin |
| Roman Bonnaire |          | vertretungsweise |

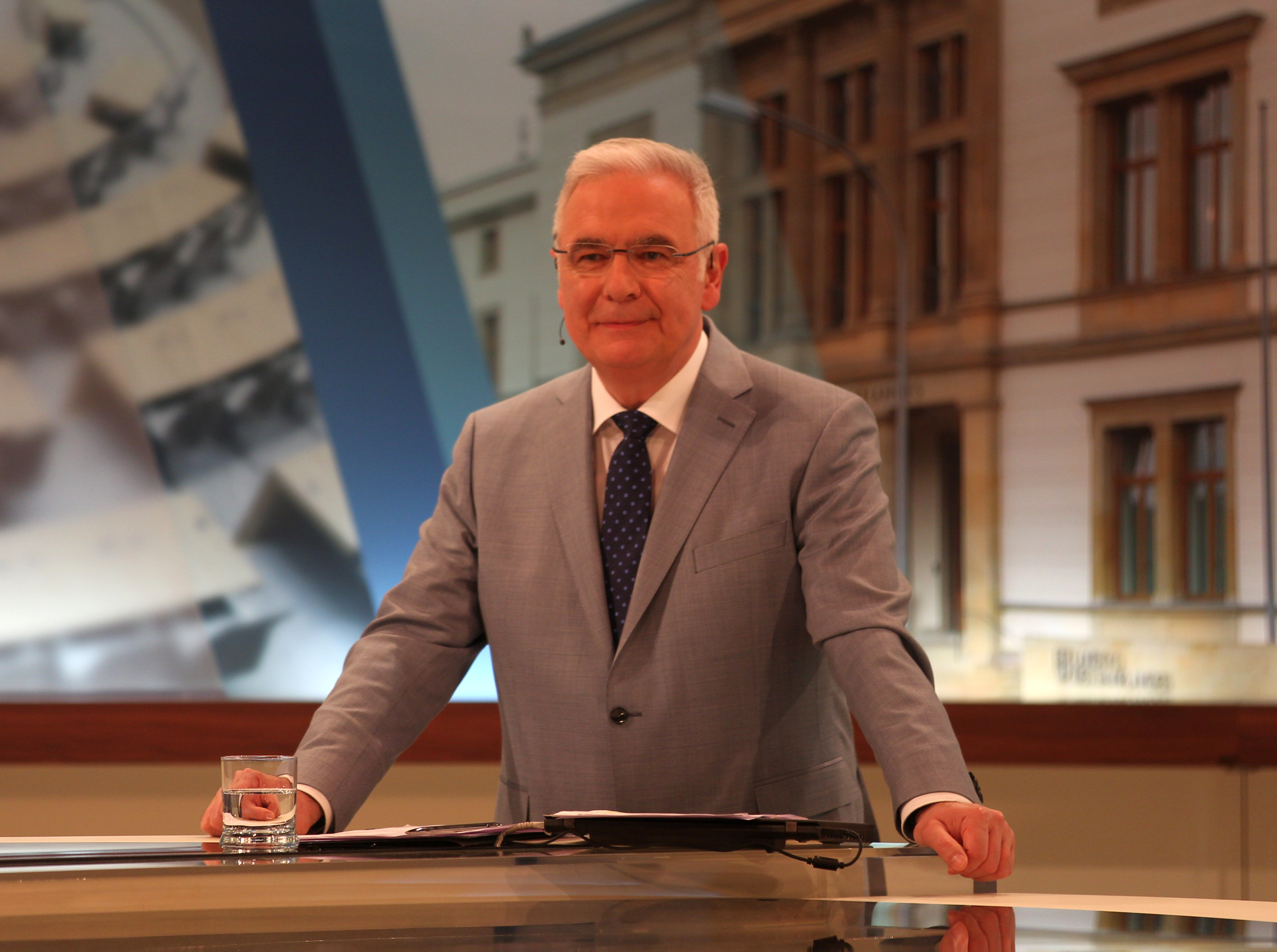
Norbert Klein (Moderator bis 2019)

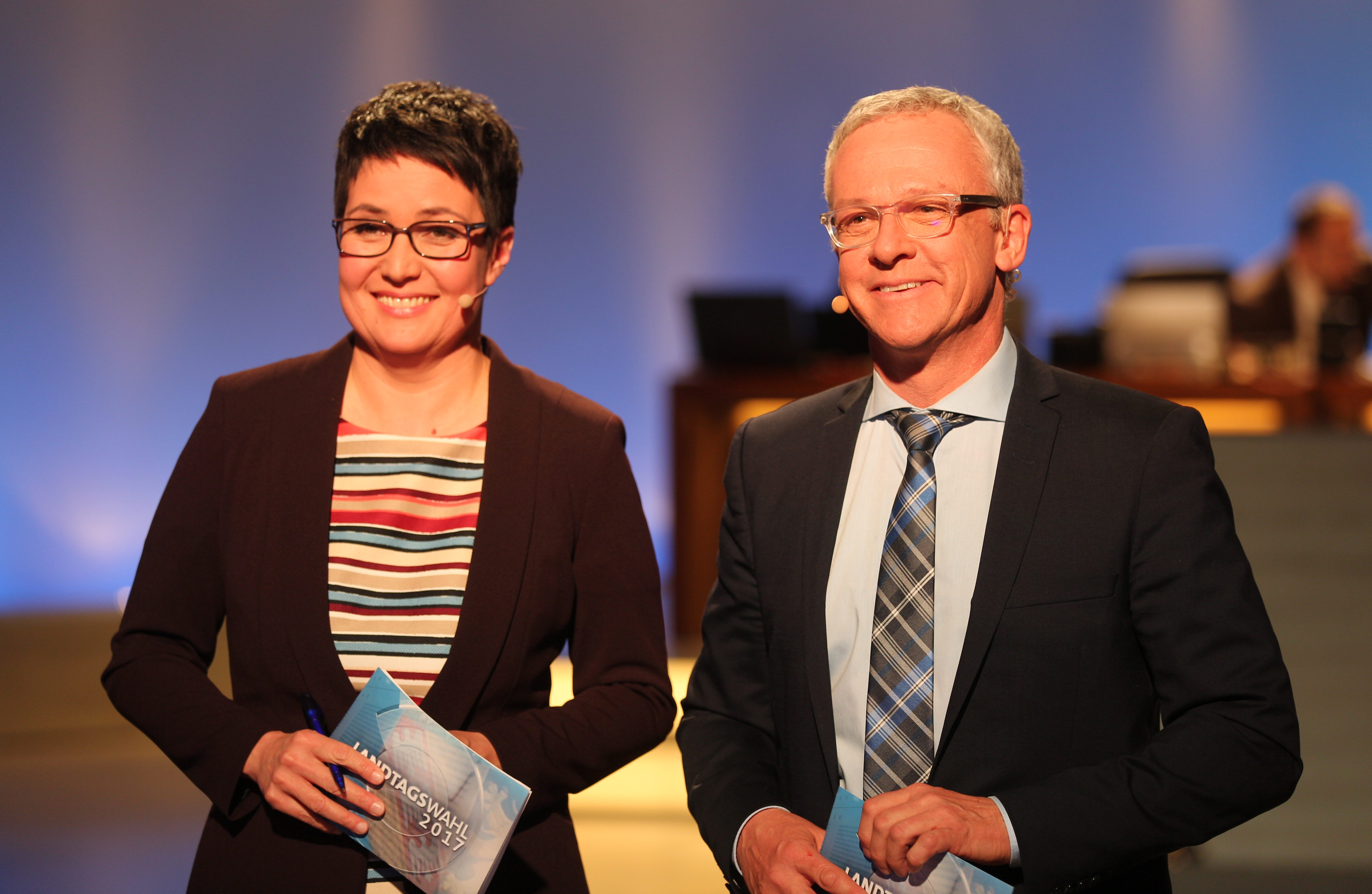
Sonja Marx und Joachim Weyand (2017)

Gegen Mitte der Sendung präsentieren die Redakteure von SR info einen Nachrichtenblock, und die Sportredakteure des SR Fernsehens am Ende der Sendung noch einen kurzen Sportblock.

## Aktueller Bericht im Internet
Die Beiträge des Aktuellen Berichts können zeitnah nach der Sendung auch im Internet auf der Homepage des Aktuellen Berichts abgerufen werden. Im Video-Archiv können Beiträge von Sendungen aus den vergangenen Monaten betrachtet werden.